# Układ chorągiewkowy

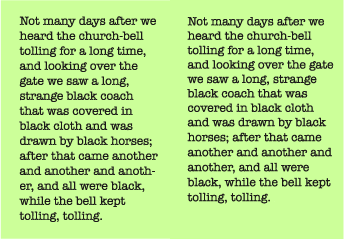
Niepoprawne i poprawne zastosowanie układu chorągiewkowego

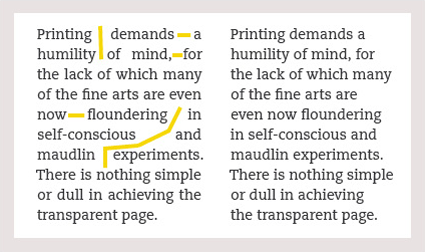
Zbyt duże odstępy międzywyrazowe w układzie blokowym (po lewej) oraz brak tego typu usterki w układzie choragiewkowym po prawej)

Układ chorągiewkowy – kompozycja typograficzna, która charakteryzuje się jednym bokiem tworzącym linię pionową a drugim o linii nieregularnej. Układ ten jest wynikiem zastosowania wyrównywania tekstu do lewej lub prawej strony. Dla odróżnienia układ blokowy stanowi rezultat wyrównania do obu marginesów jednocześnie – tym samym dana partia treści tworzy kształt prostokąta.
Układ chorągiewkowy ma pewne zalety w postaci m.in. równych odstępów międzywyrazowych oraz bardziej zharmonizowanego kształtu w wąskich kolumnach tekstowych. Jednak w dbałości o estetykę należy zwracać uwagę na kształt obrysu, jaki tworzą zakończenia linii. Powinny być one na przemian krótkie i długie, co zapobiega powstawaniu zbyt dużego obszaru pustego miejsca na marginesie.